# Saudades da Terra

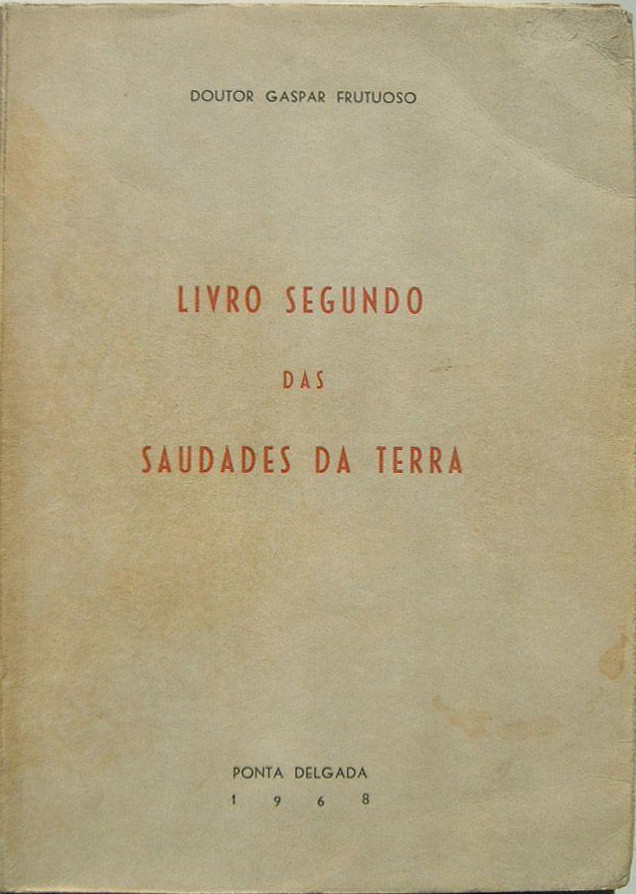
Livro II das "Saudades da Terra", dedicado à Madeira.

As Saudades da Terra são uma obra de autoria do padre Gaspar Frutuoso. Constitui-se em obra de referência para o conhecimento da Macaronésia ao final do século XVI.
O manuscrito, escrito entre 1586 e 1590, dividido em seis volumes, é fruto das observações do autor constituindo-se numa detalhada descrição dos arquipélagos dos Açores, Madeira e Canárias, para além de múltiplas referências ao de Cabo Verde e a outras regiões atlânticas.
Encerra o mais importante repositório de informações sobre a geografia, história, vida, usos e costumes, genealogia, toponímia, fauna, flora dos arquipélagos atlânticos no limiar do século XVII, o que firma o seu autor como um personagem humanista típico da Renascença: enciclopédico, literato, artista e músico, observador dos fenómenos naturais, preocupado com experimentações alquímicas e especulando com acerto nos domínios da geologia, da biologia, da mineralogia e da petrografia.
A obra é resultado não apenas da disponibilidade de informação e documentação, como da importância de cada ilha e arquipélago, assim ordenada:
- Livro I - Cabo Verde e Canárias;
- Livro II – Madeira;
- Livro III - Açores: Santa Maria;
- Livro IV - Açores: São Miguel;
- Livro V - Poema – de carácter ficcional, onde a "Verdade" narra à "Fama" - personagens típicamente renascentistas -, em estilo pastoril, a história de dois amigos forçados a viver longe de casa. Neste livro alguns biógrafos de Frutuoso vislumbram uma aparente autobiografia do autor e do seu companheiro de estudos, o médico micaelense Gaspar Gonçalves;
- Livro VI - Açores: Terceira, Faial, Pico, Flores, Graciosa e S. Jorge.

A obra é complementada por um último volume, intitulado Saudades do Céu, uma dissertação filosófico-teológica acerca da crise açoriana à época da crise de sucessão de 1580.
Gaspar Frutuoso aparentemente pretendia publicar a sua obra, já que é claro o apuro do manuscrito, com múltiplas emendas feitas pelo seu punho. Por razões que se desconhecem, mas que talvez estejam ligadas à ocupação castelhana durante a Dinastia Filipina, não o fez, legando-o, com a sua biblioteca, ao Colégio dos Jesuítas de Ponta Delgada, onde se conservou até 1760, data da expulsão da Companhia de Jesus de Portugal. O manuscrito passou às mãos de particulares, encontrando-se na década de 1920, no contexto das comemorações do Centenário do Nascimento de Gaspar Frutuoso (1922), na posse da família Praia e Monforte, que tendo impedido o acesso à obra, inviabilizou na ocasião a sua publicação integral. Foi, mais tarde, doado à Junta Geral de Ponta Delgada e incorporado ao acervo da Biblioteca Pública e Arquivo de Ponta Delgada, onde atualmente se encontra.
Ao longo dos anos foram feitas várias cópias parciais, com destaque para a executada por João de Arruda, que embora sem formação especializada em paleografia, transcreveu grande parte do manuscrito da obra, tarefa a que se dedicou em pleno.
A primeira parte da obra a vir à luz havia sido o Livro II, em 1873, com trinta notas de Álvaro Rodrigues de Azevedo e uma síntese histórica escrita para o Dicionário Universal de Português Ilustrado de Fernandes Costa. Seguiu-se-lhe a parte genealógica do Livro IV, publicada em 1876 por iniciativa de Francisco Maria Supico e José Pedro de Jesus Cardoso. Na década de 1920, inviabilizada a publicação integral da obra, procedeu-se a publicação dos dois volumes relativos às ilhas de São Miguel e de Santa Maria, das quais se dispunham de cópias completas, dignas de crédito. A edição do Livro III, sobre Santa Maria, ficou a cargo de Manuel Monteiro Velho Arruda. O mesmo erudito encarregar-se-ia, posteriormente, da edição do Livro I da obra, com base em uma cópia do manuscrito também existente na Biblioteca Pública e Arquivo de Ponta Delgada.
Existem diversas edições parcelares das Saudades da Terra, com edições integrais, da responsabilidade do Instituto Cultural de Ponta Delgada, a partir de 1966.